# Castelo de Builth
O Castelo de Builth foi castelo construído ainda sob o reinado de Eduardo I de Inglaterra. Atualmente é um local abandonado em Builth Wells, Powys, no País de Gales.
A construção iniciou-se em maio de 1277 e continuou até agosto de 1282, quando o castelo foi descontinuado por falta de dinheiro.
O castelo foi cercado em 1294 enquanto a revolta de Madog ap Llywelyn acontecia. Posteriormente, foi atacado pelas forças de Owain Glyndwr durante a sua revolta no início do século XV. Reparado em 1409, como projeto de lei de £400. Sendo destruído por um incêndio no século XVII. Hoje em dia, apenas o monte e valas permanecem.